# Lonchophylla fornicata
Lonchophylla fornicata és un ratpenat del gènere Lonchophylla que viu a les planes del sud-oest de Colòmbia (Chocó) i del nord-est de l'Equador, a una altitud d'entre 75 i 500 metres. El seu parent més proper és L. concava. El seu nom específic, fornicata, significa 'arcada' en llatí i es refereix a la seva relació amb L. concava
L. fornicata és una espècie de mida mitjana amb el pelatge de l'esquena llarg i marró i els avantbraços bastant curts, amb una llargada d'entre 33,0 i 35,6 mm. La llargada corporal és d'entre 52 i 62 mm, sense comptar la cua, que mesura entre 7 i 12 mm. La llargada de les potes posteriors és d'entre 10 i 12 mm, de les orelles d'entre 11 i 15 mm. Pesa 8,7 grams.